# Autopista Vespucio Sur
La Autopista Vespucio Sur (AVS) es una de las cuatro autopistas concesionadas que conforman la Red de Autopistas de Santiago de Chile. Inaugurada el 29 de noviembre de 2005, recorre la Circunvalación Américo Vespucio Sur desde la Avenida Grecia, en los límites de Ñuñoa y Peñalolén, y la Ruta CH-78 Santiago/San Antonio, en la comuna de Maipú. Buena parte de su trazado es compartido con la Línea 4 y la Línea 4A del Metro de Santiago, entre la Rotonda Grecia y el paradero 25 de la Gran Avenida José Miguel Carrera.

## Trazado
La Autopista está dividida en cinco tramos de diferente longitud.
- Tramo 1: Autopista del Sol / Av. General Velásquez: 5,5 km de extensión. Atraviesa las comunas de Maipú y Cerrillos. Está conectado en su inicio a la Autopista Vespucio Norte Express, que conduce al sector oriente de la ciudad; y a la Autopista del Sol (Ruta CH-78), que conecta con localidades de la provincia de Melipilla y a la ciudad de San Antonio, en la Quinta Región.
- Tramo 2: Av. General Velásquez / Autopista Central: 2,6 kilómetros de extensión. Atraviesa las comunas de Cerrillos y Lo Espejo. El tramo finaliza en el enlace con la Autopista Central.
- Tramo 3: Autopista Central / Av. La Serena: 6,1 kilómetros de extensión (a partir del tercer trimestre del 2009 será el tramo "Autopista Central / Autopista Acceso sur a Santiago", gracias a que se llegó a un acuerdo con los vecinos de La Pintana para las expropiaciones). Es el tramo que más comunas atraviesa: Lo Espejo, La Cisterna, San Ramón y La Granja.
- Tramo 4: Av. La Serena / Av. Vicuña Mackenna: 3,1 kilómetros de extensión (a partir del tercer trimestre del 2009 será el tramo "Autopista Acceso sur a Santiago / Av. Vicuña Mackena", gracias a que se llegó a un acuerdo con los vecinos de La Pintana para las expropiaciones). Atraviesa las comunas de La Granja y La Florida. Este tramo finaliza en el enlace con Av. Vicuña Mackenna Oriente, frente al Mall Plaza Vespucio, considerado un polo de servicios y desarrollo inmobiliario dentro de la comuna.
- Tramo 5: Av. Vicuña Mackenna / Av. Grecia: con 6,5 km, es el tramo más extenso de la autopista. Recorre las comunas de La Florida, Macul y Peñalolén. La autopista finaliza su trazado en Avenida Egaña, que comienza al norte del paso sobre nivel sobre Rotonda Grecia y la Avenida Irarrázaval. A futuro conectará con el inicio de la autopista subterránea Vespucio Oriente.

## Equipamiento
- 15 pórticos de cobro automático
- 29 pasarelas peatonales
- 42 intersecciones desveladas de las vías principales y secundarias, con accesos controlados a las vías expresas.
- Cruces peatonales cada 400 m
- 27 ha de nuevas áreas verdes, plazoletas, glorietas, sectores de paseo, de descanso y barreras acústicas donde haya centros educacionales
- Colectores destinados al encauzamiento de aguas pluviales

### Enlaces
- Avenida Circunvalación Américo Vespucio
- kilómetro 16 Rotonda Grecia.
- kilómetro 14 Rotonda Quilín.
- kilómetro 12 Av. Las Torres - Av. La Florida Sentido Norte-Sur.
- kilómetro 11 Av. Las Torres Sentido Sur-Norte.
- kilómetro 10 Av. La Florida - Departamental Sentido Sur-Norte.
- kilómetro 9 Av. Vicuña Mackenna - Froilán Roa - Mall Plaza Vespucio.
- kilómetro 8 Av. Gerónimo de Alderete Sentido Sur-Norte.
- kilómetro 7 Av. Punta Arenas.
- kilómetro 5 Al Sur- Rancagua.
- kilómetro 4 Av. Santa Rosa.
- kilómetro 3 Almirante Latorre Sentido Poniente-Oriente.
- kilómetro 1 Gran Avenida José Miguel Carrera.
- kilómetro 0 Ruta 5.
- kilómetro 1 Av. Central Sentido Oriente-Poniente.
- kilómetro 2 General Velásquez.
- kilómetro 3 Lonquén - Mall Plaza Oeste.
- kilómetro 4 Av. Pedro Aguirre Cerda.
- kilómetro 6 2.ª Transversal - Rafael Riesco.
- kilómetro 7 Ruta 78 Sentido Oriente-Poniente.
- Autopista Vespucio Norte